# Échecs aux Jeux asiatiques de 2006
Cet article traite des épreuves d' échecs aux Jeux asiatiques de 2006. Ces épreuves pendant les jeux asiatiques de 2006 ont eu lieu du 2 au 14 décembre 2006 au Al-Dana Indoor Hall, à Doha, au Qatar. Trois épreuves d'échecs figuraient au programme (une féminine, une masculine et une mixte).
Les tournois se sont déroulés suivant le système suisse, avec appariement accéléré pour les épreuves féminine et masculine, et suivant le système standard pour l'épreuve mixte

## Liste des épreuves
- Tournoi masculin individuel
- Tournoi féminin individuel
- Tournoi mixte par équipe

## Tableau des médailles
| Position | Pays       | Or | Argent | Bronze | Total |
| Position | Pays       |    |        |        | Total |
| 1        | Inde       | 2  | 0      | 0      | 2     |
| 2        | Kazakhstan | 1  | 0      | 0      | 1     |
| 3        | Chine      | 0  | 2      | 1      | 3     |
| 4        | Viêt Nam   | 0  | 1      | 0      | 1     |
| 5        | Iran       | 0  | 0      | 1      | 1     |
| 5        | Qatar      | 0  | 0      | 1      | 1     |

## Tournoi féminin individuel
| Médaille | Nom          | Pays  |
| -------- | ------------ | ----- |
|          | Humpy Koneru | Inde  |
| Argent   | Zhao Xue     | Chine |
| Bronze   | Zhu Chen     | Qatar |

## Tournoi masculin individuel
| Médaille | Nom                | Pays       |
| -------- | ------------------ | ---------- |
|          | Mourtas Kajgaleïev | Kazakhstan |
| Argent   | Dao Thien Hai      | Viêt Nam   |
| Bronze   | Bu Xiangzhi        | Chine      |

## Tournoi mixte par équipes
| Médaille | Nom                                                        | Pays  |
| -------- | ---------------------------------------------------------- | ----- |
|          | Humpy Koneru Krishnan Sasikiran Pentala Harikrishna        | Inde  |
| Argent   | Bu Xiangzhi Wang Yue Zhao Xue                              | Chine |
| Bronze   | Ehsan Ghaem Maghami Elshan Moradiabadi Atousa Pourkashiyan | Iran  |